# جودي هيريرا
جودي هيريرا (بالإنجليزية: Judy Herrera)‏ هي ممثلة أمريكية الولايات المتحدة. بدأت مشوارها المهني سنة 1993، ومن الجوائز التي نالتها American Indian Film Festival ‏ وNew York International Independent Film and Video Festival ‏.

## أعمال

### أفلام
- (2010) إستنشق

## جوائز
- American Indian Film Festival [الإنجليزية]‏
- New York International Independent Film and Video Festival  [لغات أخرى]‏